# Nonograma

Un nonograma solucionado de la letra "W"

El nonograma, también conocido como Hanjie, Picross o Griddlers en el Reino Unido, es un rompecabezas que consiste en colorear las celdas correctas de una cuadrícula, de acuerdo con los números a los lados de la misma, con el fin de revelar una imagen oculta. En este tipo de rompecabezas, los números son una forma de tomografía discreta que miden cuántos cuadros rellenos contiguos hay en una fila o columna dada. Por ejemplo, una pista de "4 8 3" significa que hay grupos de cuatro, ocho, y tres cuadros rellenos, en ese orden, con al menos un espacio en blanco entre los grupos sucesivos.
Estos rompecabezas son a menudo en blanco y negro, y describen una imagen binaria, aunque también pueden ser a color. En caso de serlo, las pistas numéricas también son coloreadas para indicar el color de los cuadros. Dos números de diferentes colores pueden tener o no un espacio entre ellos. Por ejemplo, un cuatro negro seguido por un dos rojo podría significar cuatro cuadros negros, algunos espacios en blanco, y dos cuadros rojos, o podría ser simplemente cuatro cuadros negros seguidos inmediatamente por dos rojos.
Los nonogramas no tienen un límite teórico en su tamaño, y no están restringidos a diseños cuadrados.

## Historia
En 1987, Non Ishida, un editor de gráficos japonés, ganó una competencia en Tokio por el diseño de imágenes en cuadrícula usando luces de rascacielos que eran encendidas y apagadas. Casualmente, un diseñador de rompecabezas profesional japonés, llamado Tetsuya Nishio, inventó el mismo rompecabezas.

## Publicación impresa
Rompecabezas para "pintar por números" comenzaron a aparecer en revistas japonesas especializadas en puzzles. Non Ishida publicó tres rompecabezas de imágenes cuadriculadas en 1988, en Japón, bajo el nombre de "Window Art Puzzles". Más tarde en 1990, James Dalgety en el Reino Unido inventó el nombre Nonogramas, después de que Non Ishida y el periódico británico The Sunday Telegraph comenzaran a publicarlos una vez por semana. En 1993, el primer libro de nonogramas fue publicado por Non Ishida en Japón. The Sunday Telegraph publicó un libro dedicado a los puzles titulado el "Libro de Nonogramas". Los nonogramas también fueron publicados en Suecia, Estados Unidos (originalmente por la revista Games), Sudáfrica y otros países. El periódico The Sunday Telegraph realizó una competencia en 1998 para escoger un nuevo nombre para sus rompecabezas. El nombre elegido por los lectores fue Griddlers.